# Kingdom Come (Jay-Z)
Kingdom Come è il nono album del rapper statunitense Jay-Z, pubblicato nel 2006 da Roc-A-Fella e Def Jam.
Il disco segna il ritorno ufficiale del rapper sulla scena musicale tre anni dopo il ritiro con The Black Album. Kingdom Come è accolto con recensioni miste da parte della critica, ma è un successo commerciale, certificato multi-platino negli USA e nominato ai Grammy 2008 come miglior album rap.

## Antefatti, descrizione e ricezione
| Recensione           | Giudizio |
| -------------------- | -------- |
| AllMusic             |          |
| Robert Christgau     | ***      |
| Entertainment Weekly | B        |
| RapReviews           |          |
| PopMatters           |          |
| Prefix               |          |
| The New York Times   |          |
| The A.V. Club        | B+       |
| NOW                  |          |
| Pitchfork            |          |
| Rolling Stone        |          |
| The Guardian         |          |

Dopo l'album del ritiro The Black Album del 2003, Jay-Z resta all'interno del panorama musicale pubblicando Collision Course con i Linkin Park e Unfinished Business con R. Kelly nel 2004, guidando la Def Jam come amministratore delegato prima e come presidente poi, e collaborando in diversi album di altri artisti, tra i quali Beyoncé, Lupe Fiasco, Bun B, Kanye West e i suoi artisti nella Roc-A-Fella. Intorno al 2006, secondo uno dei maggiori collaboratori di Jay-Z Young Guru, l'amministratore delegato della Def Jam L.A. Reid pone il rapper di fronte a un aut aut: far uscire un nuovo album o iniziare a licenziare buona parte del personale dell'etichetta. La maggior parte dell'album sarebbe realizzato nel corso del suo tour mondiale, al termine delle performance.
Ottiene 67/100 su Metacritic, punteggio basato su 23 recensioni. Presenta tracce vicine al trip-hop (Beach Chair) e all'R&B (Hollywood).
È considerato da molti critici musicali, e anche dello stesso Jay-Z, il suo peggior album.
Just Blaze e Dr. Dre producono la maggior parte dell'album. Tra gli ospiti appaiono Beyoncé, Pharrell, Usher, Ne-Yo, Chris Martin dei Coldplay e John Legend.
Nella sua prima settimana vende 680 000 copie e debutta al primo posto nella Billboard 200, nono album di Jay-Z a riuscirci e terzo assieme ai Rolling Stones per il maggior numero di album al primo posto negli Stati Uniti. Nel dicembre del 2006, la RIAA lo certifica multi platino. Kingdom Come è nominato ai Grammy Awards 2008 come miglior album rap.

## Tracce
1. The Prelude – 2:44 – B-Money
2. Oh My God – 4:17 – Just Blaze
3. Kingdom Come – 4:23 – Just Blaze
4. Show Me What You Got – 3:43 – Just Blaze
5. Lost One (featuring Chrisette Michele) – 3:44 – Dr. Dre, Batson
6. Do U Wanna Ride (featuring John Legend) – 5:29 – Kanye West
7. 30 Something – 4:13 – Dr. Dre
8. I Made It – 3:25 – DJ Khalil
9. Anything (featuring Usher & Pharrell) – 4:21 – The Neptunes
10. Hollywood (featuring Beyoncé) – 4:17 – Syience
11. Trouble – 4:53 – Dr. Dre, Batson
12. Dig a Hole (featuring Sterling Simms) – 4:11 – Swizz Beatz
13. Minority Report (featuring Ne-Yo) – 4:33 – Dr. Dre
14. Beach Chair (featuring Chris Martin) – 5:08 – Martin, Simpson

Traccia bonus nell'edizione limitata
1. 44 Fours (Live from Radio City Music Hall) – 3:35

Tracce bonus nel live alla Radio City Music Hall
1. Politics as Usual – 4:17
2. Can't Knock the Hustle (featuring Beyoncé) – 6:34
3. Can I Live – 5:00

## Classifiche

### Classifiche settimanali
| Classifica (2006)         | Posizione massima |
| ------------------------- | ----------------- |
| Canada                    | 6                 |
| Francia                   | 79                |
| Germania                  | 76                |
| Italia                    | 67                |
| Paesi Bassi               | 71                |
| Regno Unito               | 34                |
| Stati Uniti               | 1                 |
| US Top R&B/Hip-Hop Albums | 1                 |
| US Top Rap Albums         | 1                 |
| Svezia                    | 45                |
| Svizzera                  | 17                |

### Classifiche di fine anno
| Classifica (2007)         | Posizione massima |
| ------------------------- | ----------------- |
| Stati Uniti               | 20                |
| US Top R&B/Hip-Hop Albums | 1                 |
| US Top Rap Albums         | 1                 |